# Золотой рубль
Золото́й рубль — денежная единица Российской империи, введённая денежной реформой 1897 года в связи с установлением золотого монометаллизма.

## Золотой рубль в Российской империи

### Введениезолотого стандарта
В 1897—1899 годах министром финансов Сергеем Витте была проведена денежная реформа, ознаменовавшая введение в России золотого обращения. Ставка на золото вместо серебра делалась с учётом перемен на мировом рынке. Тогда индустриальные страны создали единую валютную систему, основой которой и стала золотая денежная единица.
На смену серебряному рублю пришёл золото́й рубль — он приравнивался к 0,774234 г чистого золота. Во внутреннее денежное обращение России были введены золотые монеты достоинством 5, 7,5, 10 и 15 рублей. Так, в николаевской монете достоинством 10 рублей (позднее в СССР её эквивалент был назван червонцем) чистого золота содержалось 7,74234 г при общем весе монеты в 8,6026 г.
Для сравнения, золотой паритет основных в то время валют был следующим:
- 1 доллар — 1,50463 г чистого золота;
- 1 фунт стерлингов — 7,322382 г чистого золота;
- 1 французский франк — 0,290323 г чистого золота;
- 1 германская марка — 0,358423 г чистого золота.

Золотые монеты имели свободное хождение наравне с бумажными кредитными билетами. Параллельное хождение золотых и бумажных денег отличалось стабильностью. Её поддерживал устойчивый баланс золотого запаса и объёма бумажной рублёвой массы. По закону, число находящихся в обращении бумажных денег не должно было превышать золотой запас более чем на 300 млн рублей. Свободное хождение золотых монет не вызвало ажиотажного спроса на них. От «желтяков» даже старались избавиться, как от неудобных в обращении.
Стабильность золотого рубля покоилась на солидном финансовом фундаменте. Так, с 1887 по 1897 золотой запас Российской империи увеличился примерно в 2,5 раза и превысил 1 млрд рублей. Несомненно также, что основу успеха денежной реформы заложил и стремительный рост экономики страны. Так, к примеру, в 1890-е годы темпы роста промышленности страны составляли 10—12 процентов в год. В последнее десятилетие XIX века промышленное производство в России удвоилось. Венцом этих экономических достижений и стал переход к конвертируемому золотому рублю.

### Конец золотого стандарта
Как только 29 июля 1914 года была объявлена мобилизация в пограничных с Австро-Венгрией военных округах, появилось распоряжение министерства финансов № 2096. В соответствии с этим распоряжением прекращался свободный размен бумажных денег на золото. Прекращение размена кредитных билетов на золото и расширение эмиссионного права Государственного банка произошло по указу 23 июля (5 августа) 1914 г. 

## Золотой рубль в Советской России
Совнарком декретом от 11 октября 1922 г. постановил предоставить Госбанку право выпуска банковских билетов в золотом исчислении достоинством в 1, 2, 3, 5 и 10 червонцев. А декретом Совнаркома от 26 октября 1922 г. Народному комиссариату финансов было поручено «приступить к чеканке золотой монеты, именуемой червонцем».
В декрете указаны: содержание чистого золота в монете (1 золотник 78,24 доли, или 7,74234 г), его проба (900 частей чистого золота и 100 — лигатуры), лигатурная масса монеты 2 золотника 1,6 доли, её диаметр 89 точек, или 22,6 мм.
Таким образом, советский червонец имел массу и пробу, как царская 10-рублевая монета. Советская золотая монета один червонец чеканилась только в 1923 г. (не считая пробных монет). На её аверсе (лицевой стороне) изображен герб РСФСР и лозунг: «Пролетарии всех стран, соединяйтесь!», на реверсе — крестьянин-сеятель на фоне завода и надпись «один червонец».

## Галерея

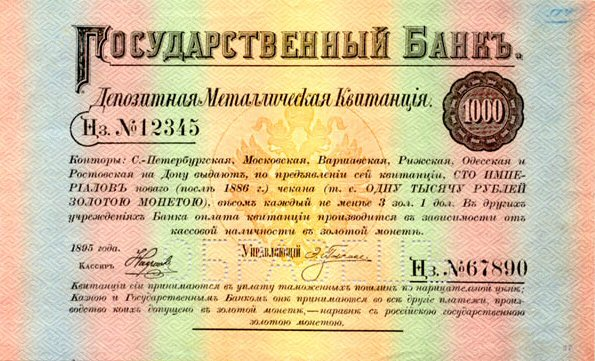
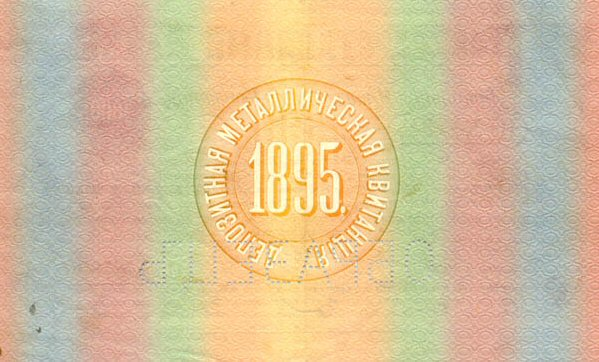
Депозитная металлическая квитанция Госбанка 1000 рублей 1895 (образец)